# 巴拉奧納

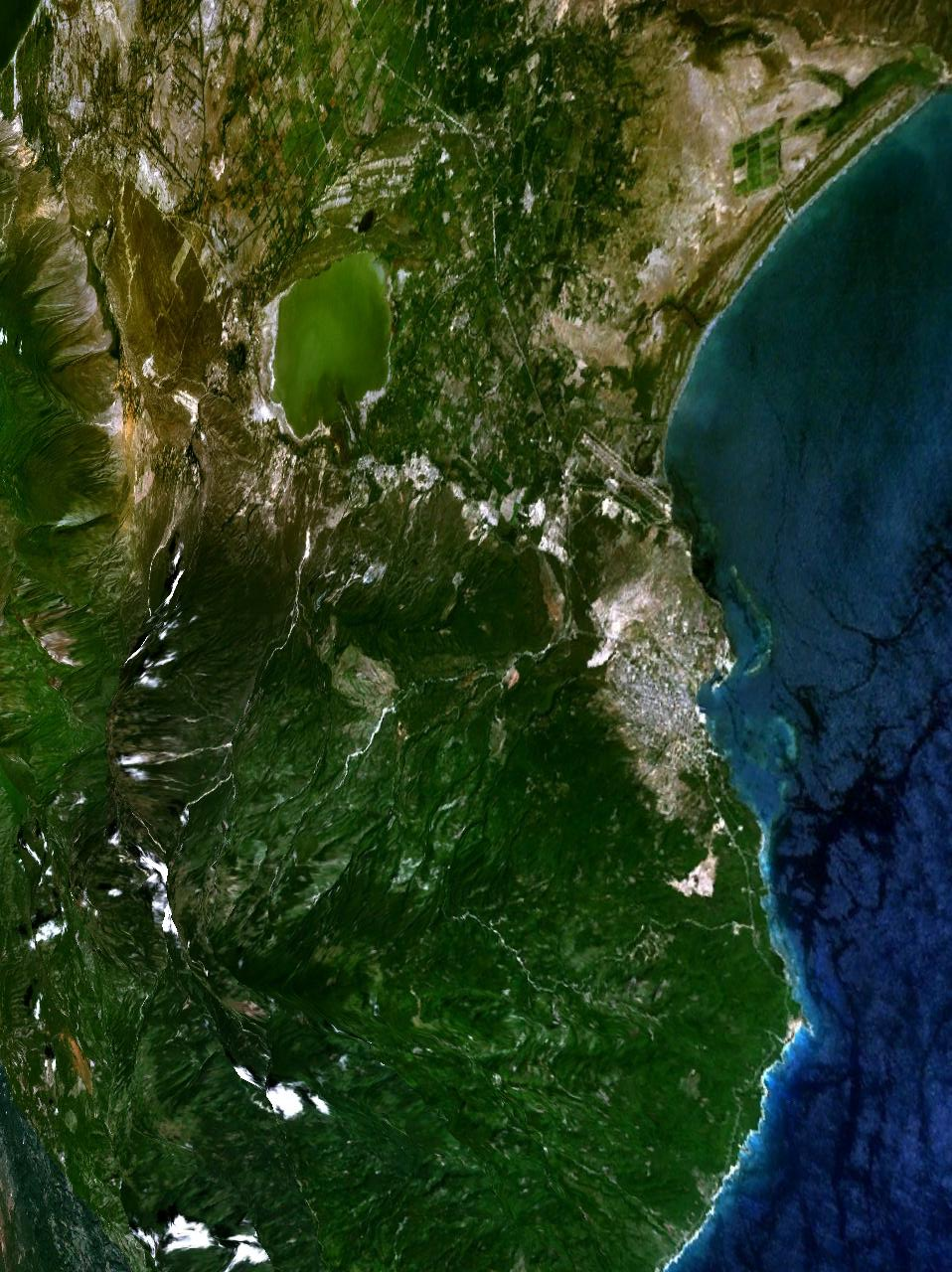

巴拉奧納（西班牙語：Barahona，西班牙語發音：[baɾaˈona]），又稱聖克魯斯-德巴拉奧納（西班牙語：Santa Cruz de Barahona），是中美洲國家多明尼加共和國的城市，也是巴拉奧納省的首府，位於該國西南部，始建於1802年，面積163.02平方公里，海拔高度10米，主要經濟活動有農業，2012年人口138,159。